# Bitka kod Hadrijanopola
 Ovo je glavno značenje pojma Bitka kod Hadrijanopola. Za bitku iz 324. pogledajte Bitka kod Hadrianopola 324..
Bitka kod Hadrijanopola (9. kolovoza 378.) vođena je između rimske vojske, predvođene carem Valensom i gotskih pobunjenika (uglavnom Tervinga, potpomognutih Grejtunzima, sarmatskim Alanima i lokalnim ustanicima) kojima je zapovijedao Fritigern. Bitka se odigrala kod Hadrijanpola (danas Edirne, na granici Bugarske i Turske) i okončana je uvjerljivom pobjedom Gota, nakon koje su Rimljani bili prisiljeni prihvatiti barbare kao saveznike naseljene na teritoriju carstva. Bitka je bila dio Gotskog rata 376. – 382. i predstavljala je jednu od najznačajnijih bitaka u rimskoj povijesti, jer je dodatno ubrzala proces koji će završiti konačnim kolapsom Zapadnog Rimskog Carstva u 5. stoljeću.
U bitci je poginuo istočnorimski car Valent Flavije. Postoje dvije teorije o njegovom umiranju u bitci kod Hadrijanopola, prva teorija govori da ga je neprijateljski barbarin pogodio strijelom te je umro na licu mjesta, a druga teorija govori o tome da je bio smrtno ranjen te je pobjego u okolnu štalu gdje su ga zapalili zapaljenom strijelom.

## Vanjske poveznice
- U bitki kod Hadrijanopola 378. poginuo je istočnorimski car Valent Flavije